# 巴拿馬航空201號班機空難
巴拿馬航空201號班機是一班由巴拿馬托庫門國際機場前往哥倫比亞卡利國際機場的定期航班。1992年6月6日，一架波音737-204先進型客機執飛該航班時在距離起飛29分後於空中翻滚並解体，最终墜毀於達連隘口，造成機上47人全數罹難。事故起因是儀表故障以及其他因素綜合造成的（包括對機師訓練不足）。 
由於201號班機是巴拿馬史上最嚴重的航空事故，以及巴拿馬航空45年來首宗嚴重事故，故引起大眾關注。

## 涉事航機
發生事故的飛機是有12年機齡的波音737-204先進型客機，註冊編號為HP-1205-CMP，配备两台普惠JT8D-15引擎，由機長Rafael Carlos Chial（53）與副機長Cesareo Tejada駕駛，乘務人員為Iris Karamañites、Flor Díaz、Vanessa Lewis、Xenia Guzmán和Ramón Bouche，當時機上有乘客40名和7名機組，共47人。涉事航機于1980年出產並交付予大不列顛航空（現湯姆森航空），註冊編號G-BGYL。巴拿馬航空於1990年代長期租用該客機，其後購入改註冊為HP-1205CMP，故此在事發時該機身披原大不列顛航空線條，但改漆巴拿馬航空「COPA」字樣與巴拿馬國旗的混合塗裝。

## 事故經過
20時37分，201班機於自巴拿馬城的托庫門國際機場21L跑道起飛出發前往哥倫比亞卡利，機上載有40名乘客及7名機組人員，當中不少是在巴拿馬經商的哥倫比亞人。
20時47分，機長向托庫門塔台連絡詢問天氣概況，被告知前方30-50海里半徑範圍氣象惡劣。
20時48分，機長再連絡巴拿馬城請求繞道達連省避開惡劣氣象，獲塔台批准。
20時54分，機長第三度連絡巴拿馬城，指航班發生機械故障並請求折返托庫門機場並獲准。
20時55分，201航班在25,000英呎高空開始失控俯衝並以80度向右不斷翻轉，機師設法取得控制但不成功。飛機開始以超音速下降，此時機體因承受超過其可承受壓力而解體，乘客因而被拋出機外。飛機最終以486節（時速560哩）撞向地面，無人生還。
20時57分，一架進場的荷航DC-10客機向托庫門塔台報告，在達連省與哥倫比亞邊境附近截獲201號航班應答機發出的求救信號，此前塔台已多次嘗試連絡航班但無回應。此後塔台正式宣告該班機進入緊急狀態，並告知哥倫比亞方波哥大管制班機行蹤不明。
日出後，搜救飛機前往201號航班最後已知位置進行搜索。八小時後，搜索隊伍在達連隘口森林裡發現首塊飛機殘骸。由於該地區人跡罕至，救援人員耗費12小時才抵達現場由於罹難者遺體及各類機體碎片散落於10公里半徑範圍内，尋找進度非常緩慢。待事故調查人員抵達後，事故調查正式展開。

## 罹難人員
事發時該班機載有47人，其中包括40名乘客以及7名機組人員。罹難者按國籍分類為8名巴拿馬人，2名美國人，36哥倫比亞人，1名意大利人。
| 國籍     | 乘客 | 機組 | 小計 |
| -------- | ---- | ---- | ---- |
| 巴拿马   | 1    | 7    | 8    |
| 美国     | 2    | 0    | 2    |
| 哥伦比亚 | 36   | 0    | 36   |
| 義大利   | 1    | 0    | 1    |
| 總計     | 40   | 7    | 47   |

## 事故調査

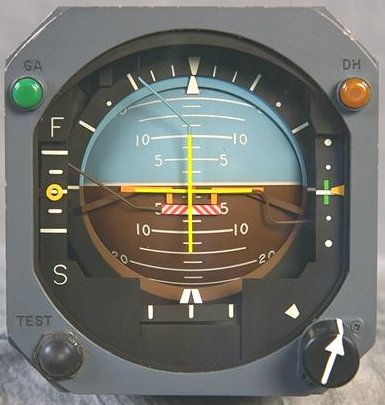
一具整合了航向台（水平引導，LOC/LLZ）與下滑台（垂直引導，GS/GP）的姿態指示器，201號航班上的姿勢指示器因短路而顯示錯誤讀數誤導機師操作

駕駛艙通話記錄器（CVR）尋回後經巴拿馬城送往美國，交由美國國家運輸安全委員會（NTSB）分析。但當NTSB專家準備進行分析時卻發現CVR因維修不當而損壞，沒能提供調査線索。不過調査人員成功飛行記錄器（FDR）抽出資料，並顯示飛機撞向地標前正高速俯衝且解体。
此後調査人員發現其中一具姿態指示器因長年使用而短路，故回饋時時有失效。這一故障導致機師誤判情勢，以為飛機正向左翻滚而向右修正，而實質上飛機正向右翻滚。此舉加劇了飛機作動，以接近80度翻滚並導致急速俯衝而失控。此外，調査人員還發現，儀錶上的姿態指示器數據來源被更動過，自「一般模式」（分别獨立接收）撥至正副機長兩具均「從垂直陀螺仪（VG-1）接收」，即是從正機長的故障陀螺儀接收，調査人員相信這造成機師空間迷失而錯誤操作。至於出於何種原因，調査人員推定機長有留意到儀表故障的問題，並根據訓練所得經驗調試至後備陀螺儀，惟此機體的陀螺儀設定與訓練之模擬機有異，加上機師未有交叉比對產生一連串效應，最終無法挽回。此次事件暴露了巴拿馬航空對員工訓練不足，以及座艙儀表配置混雜容易產生混亂等一系列問題。

## 事件後續

### 跟進措施
事故發生後，巴拿馬航空立即宣布於巴拿馬城的本社召開緊急會議，並提供受難者家屬支援。其後巴拿馬航空強化駕駛訓練課程，統一同機型的駕駛艙佈局，以及檢討機隊運作，使今日的巴拿馬航空成為美洲最現代化及最安全的航空公司之一；在這之後巴拿馬航空飛安大幅改善，之後再也沒有發生過任何有人員死亡之空難。
巴拿馬航空事後仍保留 CM201/200 此組航班編號，並編派Embraer E-190執飛同一路線，惟於2010年按業界慣例終止適用於執飛往返巴拿馬城與卡利間的航班。
截至2014年底此次事故仍是巴拿馬及巴拿馬航空史上最嚴重的航空事故。

### 法律訴訟
受難者家屬就事故興訟，指控波音737其一零件供應商——路加航太（Lucas Aerospace）不合法殺人並索償，案件最後以不公開金額賠償告終。
1993年，一名受難家屬在德州法院向巴拿馬航空提出告訴，指其未在德州設立運營中心的情況下透過旅行社售出機票須相關負責，惟案件其後遭法院駁回。

## 大眾文化
巴拿馬航空201班機事故及其調査被英國廣播公司（BBC）、北德意志廣播公司（NDR）、波士頓WGBH等機構多次制成紀錄片播放。1993年11月30日，美國公共廣播協會在普及科學節目NOVA以《201號班機的離奇墜毀》（Mysterious Crash of Flight 201）為題播出，1994年2月14日，BBC在英國於紀錄片《地平線》系列内以《空難 － 致命謎題》（Air Crash - The Deadly Puzzle）為題播出。

## 另見
- 大韓航空貨運8509號班機空難

## 外部連結
- PlaneCrashInfo.Com 上 COPA201 的資訊 （页面存档备份，存于）
- Airliners.Net - 飛機由大不列顛航空擁有時的塗裝 （页面存档备份，存于）
- MyAviation.Net - 飛機由巴拿馬航空擁有時的塗裝
- 航空安全网上的事故资料

- AirDisaster.Com - COPA Flight 201 Entry